# Ōedo-Linie
| Ōedo-Linie                                      | Ōedo-Linie           |
| ----------------------------------------------- | -------------------- |
| Zug der Toei-Baureihe 12-600 auf der Ōedo-Linie |                      |
|                                                 |                      |
| Streckenlänge:                                  | 40,7 km              |
| Spurweite:                                      | 1435 mm (Normalspur) |
| Stromsystem:                                    | 1500 V =             |
| Streckengeschwindigkeit:                        | 70 km/h              |
|                                                 |                      |

Die Ōedo-Linie (jap. 大江戸線, Ōedo-sen, dt. „Groß-Edo-Linie“) ist eine Linie der U-Bahn Tokio, die vom Verkehrsamt der Präfektur Tokio unter dem Namen Toei betrieben wird. Sie besteht aus einer 28,6 Kilometer langen Schleife um das Zentrum von Tokio und einem 12 Kilometer langen Ast nach Hikarigaoka.
Die Linie bedient als unechte Ringlinie 38 Stationen. Züge von Hikarigaoka umkreisen das Stadtzentrum gegen den Uhrzeigersinn, bevor sie in Tocho-mae auf ihren Laufweg treffen und wenden.
In technischer Hinsicht weist die Linie die Besonderheit auf, dass der Antrieb der eingesetzten Züge der Serien 12-000 und 12-600 durch einen Linearmotor erfolgt. Streckenseitig ist hierzu ein Langstator entlang der Gleisachse verlegt, während an der Unterseite der Drehgestelle Antriebsspulen vorhanden sind. Auf diese Weise konnte auf klassische Fahrmotoren verzichtet werden, was einer geringeren Bauhöhe von Fahrzeugen und Tunnels entgegenkam und helfen sollte, Kosten zu sparen. Gleichwohl erwies sich die Ōedo-Linie als die bisher kostspieligste aller Tokioter U-Bahn-Linien, da die Tunnel bis zu 48 Meter tief liegen und den Fluss Sumida drei Mal unterqueren. Die Ausgaben stiegen im Laufe des Bauvorhabens auf rund 1,4 Billionen Yen (rund 11 Milliarden Euro) an.
Früher war die Linie als Linie 12 bekannt, weil sie am 12. Dezember 2000 (d. h., im Jahr 12 der Heisei-Ära des japanischen Epochenkalenders) vollständig in Betrieb gegangen ist. Die offizielle Farbe der Linie ist Violett . Da die Linie vollständig unterirdisch verläuft, gilt sie als zweitlängster Tunnel in Japan nach dem Seikan-Tunnel.

## Fahrzeuge

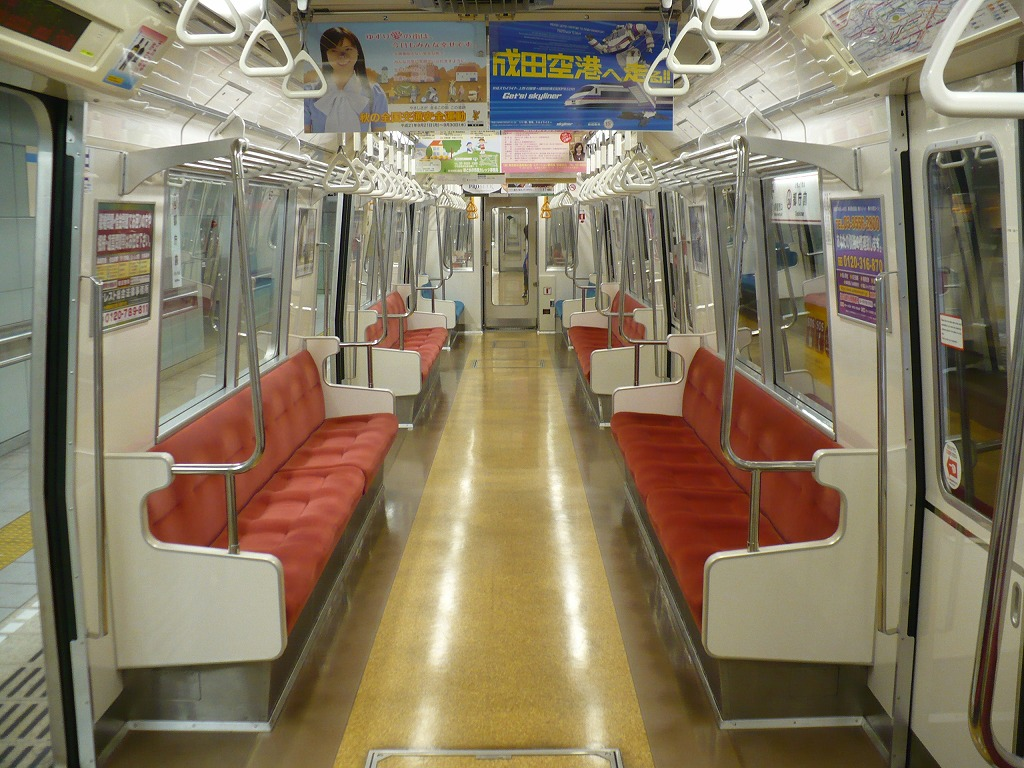
Innenraum eines Wagens der Serie 12-000

Der Wagenpark besteht aus 58 Zügen mit je acht Wagen der Serien 12-000 und 12-600. Die Züge weisen ein kleines Profil auf; ein Wagen ist lediglich 16,5 Meter lang, 2,5 Meter breit und 3,1 Meter hoch.

## Bahnhöfe
| Nr.  | Bahnhof                | Japanisch    | Umsteigemöglichkeiten | Stadtbezirk |
| ---- | ---------------------- | ------------ | --- | ----------- |
| E-01 | Shinjuku-Nishiguchi    | 新宿西口     | JR East: Yamanote-Linie, Saikyō-Linie, Chūō-Sōbu-Linie, Chūō-Hauptlinie, Shōnan-Shinjuku-Linie, Tokyo Metro: Marunouchi-Linie (M-08), Odakyū: Odawara-Linie, Keiō: Keiō-Linie, Neue Keiō-Linie                              | Shinjuku    |
| E-02 | Higashi-Shinjuku       | 東新宿       | Tokyo Metro: Fukutoshin-Linie (F-12) | Shinjuku    |
| E-03 | Wakamatsu-kawada       | 若松河田     | | Shinjuku    |
| E-04 | Ushigome-yanagichō     | 牛込柳町     | | Shinjuku    |
| E-05 | Ushigome-kagurazaka    | 牛込神楽坂   | | Shinjuku    |
| E-06 | Iidabashi              | 飯田橋       | JR East: Chūō-Sōbu-Linie, Tokyo Metro: Tōzai-Linie (T-06), Yūrakuchō-Linie (Y-13), Namboku-Linie (N-10) Toei: Mita-Linie (I-10)                                                                                             | Bunkyō      |
| E-07 | Kasuga                 | 春日         | Toei: Mita-Linie (I-12) | Bunkyō      |
| E-08 | Hongō-sanchōme         | 本郷三丁目   | Tokyo Metro: Marunouchi-Linie (M-21) | Bunkyō      |
| E-09 | Ueno-okachimachi       | 上野御徒町   | | Taitō       |
| E-10 | Shin-Oakachimachi      | 新御徒町     | Tsukuba-Express | Taitō       |
| E-11 | Kuramae                | 蔵前         | Toei:Asakusa-Linie (A-17) | Taitō       |
| E-12 | Ryōgoku                | 両国         | JR East: Chūō-Sōbu-Linie | Sumida      |
| E-13 | Morishita              | 森下         | Toei:Shinjuku-Linie (S-11) | Kōtō        |
| E-14 | Kiyosumi-shirakawa     | 清澄白河     | Tokyo Metro: Hanzōmon-Linie (Z-11) | Kōtō        |
| E-15 | Monzen-nakachō         | 門前仲町     | Tokyo Metro: Tōzai-Linie (T-12) | Kōtō        |
| E-16 | Tsukishima             | 月島         | Tokyo Metro: Yūrakuchō-Linie (Y-21) | Chūō        |
| E-17 | Kachidoki              | 勝どき       | | Chūō        |
| E-18 | Tsukijishijō           | 築地市場     | | Chūō        |
| E-19 | Shiodome               | 汐留         | Yurikamome (U-02) | Minato      |
| E-20 | Daimon                 | 大門         | Tokyo Metro: Asakusa-Linie (A-09) | Minato      |
| E-21 | Akabanebashi           | 赤羽橋       | | Minato      |
| E-22 | Azabu-jūban            | 麻布十番     | Tokyo Metro: Namboku-Linie (N-04) | Minato      |
| E-23 | Roppongi               | 六本木       | Tokyo Metro: Hibiya-Linie (H-04) | Minato      |
| E-24 | Aoyama-itchōme         | 青山一丁目   | Tokyo Metro: Ginza-Linie (G-04), Hanzōmon-Linie (Z-03) | Minato      |
| E-25 | Kokuritsu-kyōgijō      | 国立競技場前 | | Shinjuku    |
| E-26 | Yoyogi                 | 代々木       | JR East: Yamanote-Linie, Chūō-Sōbu-Linie | Shibuya     |
| E-27 | Shinjuku               | 新宿         | Toei: Shinjuku-Linie (S-01), JR East: Yamanote-Linie, Saikyō-Linie, Chūō-Sōbu-Linie, Chūō-Hauptlinie, Shōnan-Shinjuku-Linie, Tokyo Metro: Marunouchi-Linie (M-08), Odakyū: Odawara-Linie, Keiō: Keiō-Linie, Neue Keiō-Linie | Shibuya     |
| E-28 | Tochōmae               | 都庁前       | | Shinjuku    |
| E-29 | Nishi-shinjuku-gochōme | 西新宿五丁目 | | Shinjuku    |
| E-30 | Nakano-sakaue          | 中野坂上     | Tokyo Metro: Marunouchi-Linie (M-06) | Nakano      |
| E-31 | Higashi-Nakano         | 東中野       | JR East: Chūō-Sōbu-Linie, Chūō-Hauptlinie | Nakano      |
| E-32 | Nakai                  | 中井         | | Shinjuku    |
| E-33 | Ochiai-minami-nagasaki | 落合南長崎   | | Shinjuku    |
| E-34 | Shin-egota             | 新江古田     | | Nakano      |
| E-35 | Nerima                 | 練馬         | Seibu: Seibu Yūrakuchō-Linie, Seibu Ikebukuro-Linie, Seibu Toshima-Linie | Nerima      |
| E-36 | Toshimaen              | 豊島園       | Seibu: Toshima-Linie | Nerima      |
| E-37 | Nerima-kasugachō       | 練馬春日町   | | Nerima      |
| E-38 | Hikarigaoka            | 光が丘       | | Nerima      |

## Sonstiges
Ab Oktober 2009 wurde im japanischen Fernsehen die Anime-Serie Miracle☆Train ~Ōedo-sen e Yōkoso~ (ミラクル☆トレイン〜大江戸線へようこそ〜, Mirakuru☆Torein ~Ōedo-sen e Yōkoso~, dt. etwa „Wunder☆Zug ~Willkommen auf der Ōedo-Linie~“) ausgestrahlt. In dieser Serie werden einige der Bahnhöfe durch Bishōnen verkörpert.